# Analogia iuris
Analogia Iuris (łac. analogia z prawa) – analogia z ducha (istoty, natury) prawa.
Od analogii legis odróżnia ją to, że jej podstawą nie jest konkretny przepis lub nawet kilka takich przepisów, ale duch prawa, natura prawa lub istota prawa albo jakaś ogólna zasada (norma), wartość, myśl przewodnia itp. Ta zasada (norma), wartość, myśl przewodnia nie jest wtedy jednak wyrażona wprost w przepisach obowiązującego prawa, ale co najwyżej da się z nich wywnioskować tudzież jest uzasadniona w danym systemie (porządku) prawa aksjologicznie. Mówi się wtedy, że tkwi ona w lub jest wrodzona dla danej gałęzi lub całego systemu prawa lub porządku prawnego.
Według jednej z koncepcji zasada, na której ma się opierać analogia iuris, budowana jest poprzez odwołanie się do założenia o konsekwencji ocen prawodawcy. Wówczas zakłada się, że jeśli obowiązują normy N1, N2… Nn odwołujące się do jakiejś zasady prawa czy oceny, wtedy będzie obowiązywała norma Nn+1, która nie została wyrażona w tekście prawnym, ale odwołuje się do tej samej zasady.
Analogia iuris wraz z analogią legis służy do wypełniania luk w prawie, do analogii iuris wolno jednak sięgać dopiero wtedy, gdy niewystarczające jest sięgnięcie do analogii legis.
Analogia iuris wraz z analogią legis oraz argumentum a fortiori i argumentum a contrario jest zaliczana do wnioskowań prawniczych i do tzw. wykładni sensu largo.
Nazywanie analogii iuris analogią jest problematyczne z uwagi na to, że inaczej niż w przypadku analogii legis nie opiera się ona na dostrzeżonym pomiędzy porównywanymi obiektami (stanami faktycznymi, normami) podobieństwie, lecz głównie na jakichś ocenach (wartościach).
Czasem „super analogią iuris” nazywana jest też teoria Ronalda Dworkina, zgodnie z którą sędziowie mają wydawać wyroki w konkretnych sprawach na podstawie zbudowanych przez siebie niepisanych zasad, jakie w najlepszy sposób uzasadniają (wyjaśniają) dotychczas zapadłe orzeczenia sądowe (zawarte w nich rozstrzygnięcia poprzednio rozpoznanych przez sądy spraw) oraz postanowienia ustaw będących w mocy.